# Guglielmo (Vorname)
Guglielmo ist ein männlicher Vorname. Er ist die italienische Variante des Namens Wilhelm.

## Bekannte Namensträger
- Guglielmo Andreini (* 1954), italienischer Endurosportler
- Guglielmo Barnabò (1888–1954), italienischer Schauspieler
- Guglielmo Bechi (1791–1852), italienischer Architekt des Klassizismus und Archäologe
- Guglielmo Borghetti (* 1954), italienischer römisch-katholischer Bischof
- Guglielmo Borremans (1672–1724), flämischer Maler
- Guglielmo Caccia (1568–1625), italienischer Maler
- Guglielmo Calderini (1837–1916), italienischer Architekt
- Guglielmo Carraroli, italienischer Motorsporttechniker, Autorennfahrer und späterer Teambesitzer
- Guglielmo Carubbi (1908–1964), italienischer Ruderer
- Guglielmo Cavallo (* 1938), italienischer Paläograph
- Guglielmo Ebreo da Pesaro (um 1420–1484), italienischer Tänzer und Tanzmeister
- Guglielmo Epifani (1950–2021), italienischer Politiker und Gewerkschafter
- Guglielmo Libri (1803–1869), italienischer Mathematiker und Bücherdieb
- Guglielmo Gabetto (1916–1949), italienischer Fußballspieler
- Guglielmo Gonzaga (1538–1587), Herzog von Mantua
- Guglielmo de Marcillat († 1529), französischer Glasmaler
- Guglielmo Marconi (1874–1937), italienischer Physiker und Elektro-Ingenieur
- Guglielmo Nasi (1879–1971), italienischer General
- Guglielmo Oberdan (1858–1882), Mitglied der irredentistischen Bewegung
- Guglielmo Pallotta (1727–1795), italienischer Kardinal
- Guglielmo Pecori Giraldi (1856–1941), italienischer Marschall und Senator
- Guglielmo Pepe (1783–1855), neapolitanischer General
- Guglielmo della Porta (1500–1577), italienischer Bildhauer, Architekt und Restaurator des Manierismus
- Guglielmo Pugi (um 1850–1915), Florentiner Bildhauer
- Guglielmo Sandri (1906–1961), italienischer Automobil- und Motorradrennfahrer
- Guglielmo Sirleto (1514–1585), italienischer Kardinal
- Guglielmo da Varignana (auch: Gulielmus Varignana; 1270–1339), Mediziner und Philosoph